# Gallo (Tagliacozzo)
Gallo is een dorp (frazione) in de Italiaanse gemeente Tagliacozzo, in de provincie L'Aquila. Het ligt zo'n 80 kilometer oostelijk van Rome, ten noordwesten van de stad Avezzano en ten zuiden van de stad L'Aquila. Het dorp wordt ook wel Gallo di Tagliacozzo genoemd ter onderscheiding van andere plaatsen met dezelfde naam. 
In 2011 telde het dorp 110 inwoners.

## Geschiedenis
Het dorp lag oorspronkelijk iets hoger op de Forcellaberg nabij San Donato. Het heette destijds Villa Gallo. In 1656 werden de bewoners van de plaats bijna geheel uitgeroeid door de pest. De overlevenden besloten even lager, op 851 meter hoogte een nieuw dorp te bouwen en noemde het Gallo.  In 1686 kende Gallo samen de dorpen Tubbione en Villa Santa Maria 178 inwoners.
In het begin van de twintigste eeuw waren er twee zware aardbevingen waarbij gebouwen van Gallo beschadigd raakte. In 1904 was het epicentrum in het Rosciolo-gebied en in 1915 was het epicentrum in Marsica, en die laatste zorgde voor de meeste schade. Veel gebouwen moesten herbouwd worden of opgeknapt worden. Het oudste deel van het dorp is rond de Santa Barbarakerk die is gewijd aan de heilige Barbara van Nicomedië. De kerk dateert uit het begin van de twintigste eeuw en raakte ook beschadigd in de aardbeving van 1915. Het dorp had nog een oudere kerk, maar die is verdwenen.

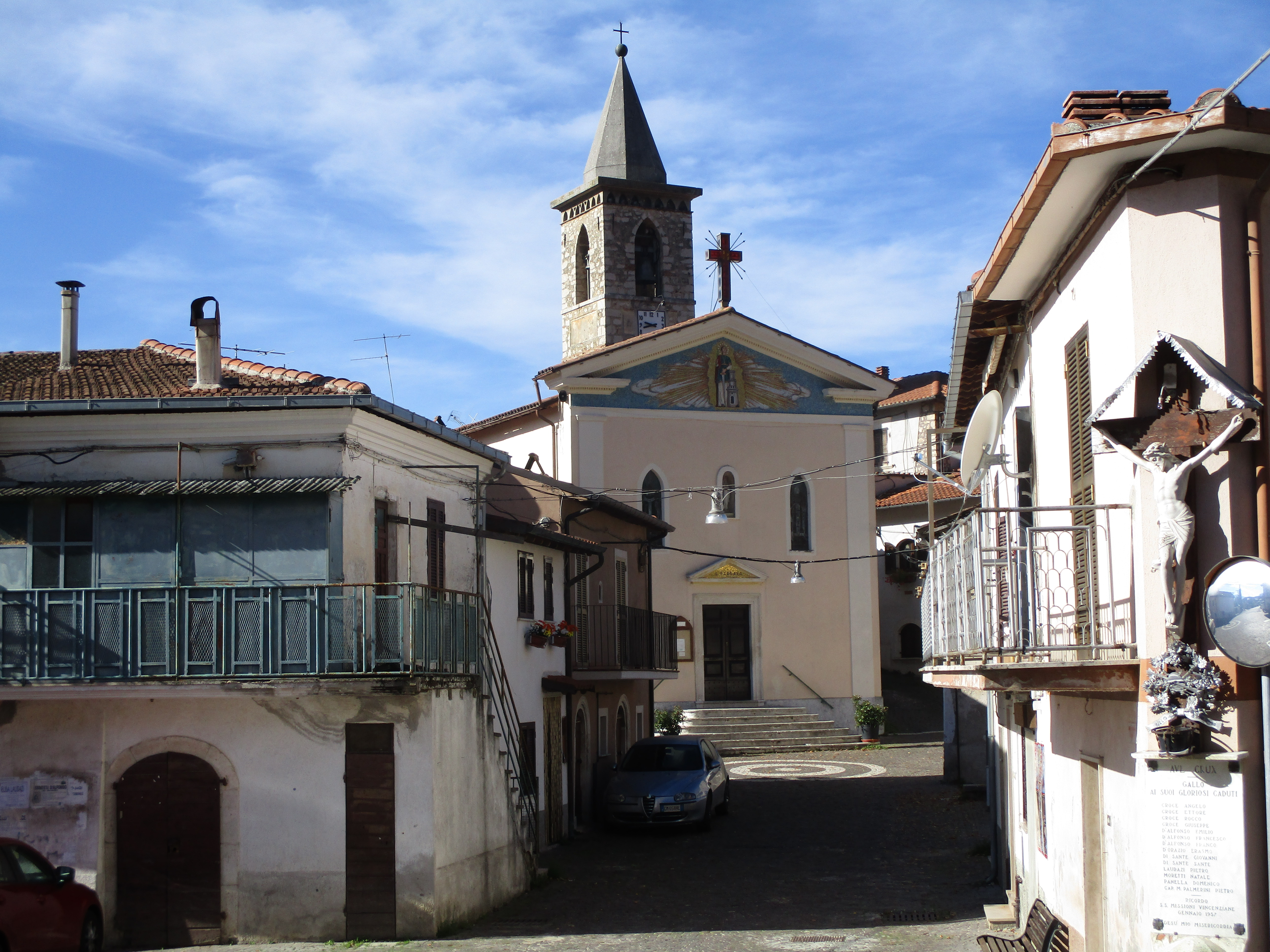
Oudste deel van het dorp